# Beuringen (Matangkuli)
Beuringen is een bestuurslaag in het regentschap Aceh Utara van de provincie Atjeh, Indonesië. Beuringen telt 290 inwoners (volkstelling 2010).